# Polina Sergejewna Schuwalowa
Polina Sergejewna Schuwalowa (russisch Полина Сергеевна Шувалова, englische Schreibweise der FIDE Polina Shuvalova; geboren am 12. März 2001 in Orsk) ist eine russische Schachspielerin. Sie trägt die Titel Großmeister der Frauen (WGM) und Internationaler Meister (IM). Schuwalowa gewann 2019 die Juniorenweltmeisterschaft der Frauen und wurde 2020 russische Vizemeisterin.

## Karriere
Schuwalowa, die von dem usbekischen Großmeister Sergei Sagrebelny trainiert wird, gewann 2017 die russische U21-Meisterschaft der Frauen.
2018 gewann Schuwalowa die Jugendweltmeisterschaft der Frauen in der Altersklasse U18 und konnte ihre Meisterschaft im Jahr darauf verteidigen. Bei der anschließenden Juniorenweltmeisterschaft der Frauen (U20) in Neu-Delhi 2019 gewann Schuwalowa ebenfalls und erhielt dafür den Titel Großmeister der Frauen (WGM).
Bei der Online-Schacholympiade 2020 spielte Schuwalowa für Russland und gewann dort mit der Mannschaft die Goldmedaille (geteilt mit Indien).
Bei der russischen Meisterschaft der Frauen 2020 lag Schuwalowa lange in Führung, wurde allerdings nach einem Remis in der letzten Runde von Alexandra Gorjatschkina eingeholt. Nachdem zwei Partien im Tiebreak unentschieden ausging, verlor Schuwalowa mit Schwarz die anschließende Armageddon-Partie.

## Vereine
In der russischen Mannschaftsmeisterschaft der Frauen spielte Schuwalowa von 2017 bis 2019 für SchSM-Legacy Square Capital aus Moskau, mit denen sie 2017 und 2018 Zweite und 2019 Dritte wurde. In der Saison 2020 gewann sie den Titel mit FSchM Moskau. In der deutschen Schachbundesliga der Frauen spielt Schuwalowa seit 2018/19 für den SC Bad Königshofen und gewann mit diesem 2021 den Titel. Bei der chinesischen Mannschaftsmeisterschaft im Schach 2019 spielte sie für Guangdong Shenzhen Longgang.

## Elo-Entwicklung
| Hier fehlt eine Grafik, die leider im Moment aus technischen Gründen nicht angezeigt werden kann. Wir arbeiten daran! |